# Stella Obasanjo
Pour les articles homonymes, voir Obasanjo.
Stella Obasanjo, née le 14 novembre 1945 et morte le 23 octobre 2005, est Première dame du Nigeria, de 1999 jusqu'à sa mort, en tant qu'épouse du président Olusegun Obasanjo. Elle est aussi une militante politique à part entière, soutenant notamment des causes telles que l'émancipation des femmes.

## Biographie
Elle est née en 1945 à Iruekpen, dans l'Esan Ouest, etl'État d'Edo. Elle est l'aînée d'une fratrie de sept enfants. Son père, Christopher Abebe, est à la tête d'une société privée britannique, United Africa Company (UAC) et l'un des premiers présidents autochtones (africain), de l'UAC au Nigeria. Elle effectue des études d'anglais à l'université d'Ife, devenue depuis l'université Obafemi-Awolowo, à Ife, de 1967 à 1969. En 1969, elle prolonge ses études, au Pitman Institute à Londres.
Elle revient au Nigeria, en 1976, et épouse, en 1978, le général Olusegun Obasanjo. Celui-ci avait été désigné par un Comité militaire au poste de président fédéral (chef de l’État) au lendemain de l’assassinat du général Murtala Mohammed en 1976. Trois ans après son accession au pouvoir, Obasanjo tient la promesse faite le jour de son accession au pouvoir d'organiser des élections. Il cède la présidence à un civil, Shehu Shagari. C'est une première sur le continent africain. Olusegun Obasanjo et son épouse Stella se retirent dans une ferme à Ota. Le général Olusegun Obasanjo devient critique vis-à-vis des forces armées lorsqu'elles renversent en 1983 Shehu Shagani. Il dénonce également les atteintes aux droits de l’homme. Il est par ailleurs sollicité par l'ONU sur des médiations internationales.
En 1995, Olusegun Obasanjo est arrêté, jugé et condamné à la prison à vie pour complot, selon les accusations formulées à son égard. Son épouse Stella mobilise alors les soutiens au sein du Nigeria et à l'extérieur : Nelson Mandela, Jimmy Carter, Helmut Schmidt et d’autres personnalités interviennent. La condamnation de son mari est réduite à quinze ans de travaux forcés. Olusegun Obasanjo passe de la prison au bagne, à Yola. Il y reste trois ans. En juin 1998, le général Sani Abacha, à la tête de la dictature militaire, meurt. Le général Abdulsalami Abubakar, qui a succédé à Abacha, s'engage alors à remettre le pouvoir en 1999 à un régime démocratiquement élu. Olusegun Obasanjo, libéré, se porte candidat, après quelques mois de soins médicaux, et remporte l'élection présidentielle de février 1999 (en) avec 63 % des voix. Stella Obasanjo redevient donc Première dame. Elle crée une organisation caritative, Child Care Trust, pour les soins des personnes défavorisées et/ou les enfants handicapés,.
Elle soutient également la lutte contre les mutilations génitales féminines, et notamment la pratique de l'excision. Le 6 février 2003, elle déclare que ce jour devient la Journée internationale de la tolérance zéro à l'égard des mutilations génitales féminines lors d'une conférence organisée par le Comité inter-africain sur les pratiques traditionnelles ayant un effet sur la santé des femmes et des enfants en Afrique,,,. Par contre, elle a fait l'objet d'attaques et été accusée, dans plusieurs médias, de corruption, notamment dans des contrats sur des Jeux africains tenus au Nigeria, dans des ventes illégales de propriétés gouvernementales à Lagos ou au profit de son fils.
Stella Obasanjo est morte, quelques semaines avant son 60e anniversaire, de complications lors d'une intervention de chirurgie esthétique en Espagne,,.